# NGC 3868
NGC 3868 (również PGC 36638) – galaktyka soczewkowata (S0), znajdująca się w gwiazdozbiorze Lwa. Odkrył ją Édouard Jean-Marie Stephan 23 marca 1884 roku.